# Byanca Brasil
Byanca Beatriz Alves de Araújo (Rio de Janeiro, 23 de novembro de 1995), mais conhecida como Byanca Brasil, é uma futebolista brasileira que atua como atacante. Atualmente joga pelo Cruzeiro.

## Carreira
Byanca sempre chamou atenção pelos gols marcados e por suas jogadas de efeito, já tendo entrado ao campo mais de 61 vezes e marcado mais de 42 gols.
Com menos de 15 anos, a craque foi artilheira no torneio para meninas sub-15, já usando a camisa do Vasco. Jogando como atacante, ela foi artilheira do Bangu, que conquistou o título no Campeonato Carioca em setembro de 2010, com menos de 17 anos. 
Em 2016, a atacante recebeu uma investida do Atlético de Madrid. No ano seguinte, 2017, houve o forte interesse do novo time feminino da poderosa Juventus de Turim, da Itália. Novidade no cenário da modalidade na temporada 2017/2018, a “Velha Senhora” quis contratar a atacante brasileira, mas a burocracia necessária para que jogadoras sem passaporte europeu joguem na Liga Italiana impediu a transferência. Ainda nessa janela de transferência, Byanca Brasil recusou uma proposta para o Frankfurt da Alemanha, que, com quatro conquistas até então, era a equipe que mais venceu a Champions League da modalidade (ao lado do Lyon). As negociações decorreram, mas não houve acordo entre as partes.
O Olympique de Marseille foi outro clube que também mostrou interesse, mas Byanca optou por seguir ajudando ajudar o Corinthians/Audax. Nesse mesmo ano, a artilheira lamentou a falta de valorização do futebol feminino no Brasil. 
Com passagem pela seleção Brasileira de Futebol sub-20, pela qual entrou no campo onze vezes e marcou sete gols, aos 22 anos a jogadora foi considerada um dos grandes destaques do Corinthians/Audax, que realizou grande temporada na Libertadores Feminina de 2017, conquistando o título da competição sul-americana. Byanca balançou as redes mais de vinte e quatro vezes com a camisa do Timão  - 15 oportunidades somente no Brasileiro Feminino de 2017, sendo considerada a vice-artilheira do campeonato. 
Em 2018, após se destacar com a camisa do Corinthians/Audax, a atacante passou a encarar o desafio de atuar no outro lado do mundo, ao ser apresentada como o reforço do Wuhan Jiangda, da China. Byanca é a quarta brasileira a jogar na Super Liga Chinesa.
Em 2022 trocou o Santos pelo Palmeiras após um ano marcado por uma lesão ocorrida em abril, disputando apenas 25 partidas. Foi anunciada em janeiro de 2023 no Cruzeiro Esporte Clube (futebol feminino) como peça chave para a campanha, em sua primeira temporada no time mineiro participou de uma classificação inédita para a segunda fase do Campeonato Brasileiro de Futebol Feminino, também sagrando-se campeã do Campeonato Mineiro de Futebol Feminino, do qual foi artilheira.

## Curiosidades
Considerada "Rainha das Lambretas" (quando a jogadora lança a bola de calcanhar e dá um lençol no adversário), aprendeu a manobra após assistir a vídeos gravados pelo seu pai no qual o craque Falcão, do futsal, dá uma lambreta num jogo. Byanca viu várias vezes o movimento e, depois, iniciou o treinamento, tendo como adversária uma escada vela de madeira. 
O "Brasil" do seu nome, surgiu por sugestão de Claudino de Melo, ex-técnico da jogadora no Bangu e amigo da família - ao assistir ao programa "Big Brother Brasil", conhecido também como BBB, ele associou aos dois primeiros nomes da craque e sugeriu a inclusão do "Brasil" ao final como o terceiro "B".

## Títulos
Corinthians/Audax
- Copa do Brasil: 2016
- Copa Libertadores da América: 2017

Internacional
- Campeonato Gaúcho: 2017 e 2020

Palmeiras
- Copa Libertadores da América: 2022
- Campeonato Paulista: 2022

Cruzeiro
- Campeonato Mineiro Feminino 2023